# Plaine de Plainpalais
La plaine de Plainpalais est une grande esplanade de 78 135 mètres carrés située au cœur de la ville de Genève en Suisse.

## Localisation
La plaine est située au centre du quartier de Plainpalais. En forme de losange de 640 mètres de long sur 200 de large et orientée nord-sud, elle est bordée à l'ouest par l'avenue du Mail et à l'est par l'avenue Henri-Dunant et le boulevard Georges-Favon. À son extrémité nord se trouve la place du Cirque, à son extrémité sud, la place des Vingt-Trois-Cantons et, au centre de son côté est, le rond-point de Plainpalais.
Elle est coupée, dans son extrémité nord, par la rue Harry-Marc et sillonnée par plusieurs chemins pédestres. Elle est notamment desservie par les lignes de 12, 15, 17 et 18 du tramway de Genève.

## Histoire

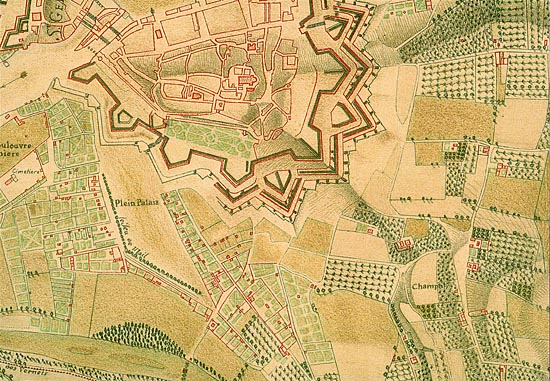
Plan de 1730 par Micheli du Crest

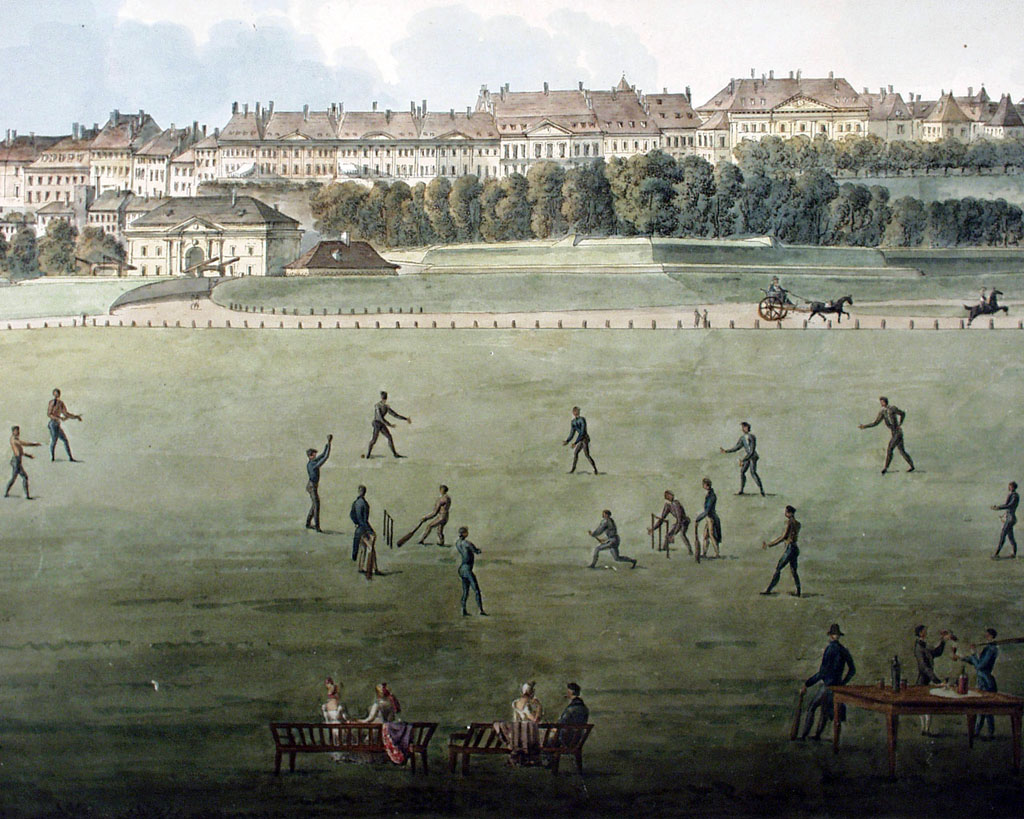
Joueurs de cricket en 1817

Située au centre du delta formé par l'Arve avant sa jonction avec le Rhône, la zone de la plaine de Plainpalais est une île qui est progressivement transformée en pâturage pendant le Moyen Âge à la suite de travaux d'assèchement des marais.
Progressivement transformée en espace de loisirs, la plaine est entourée d'arbres dès 1637 et prend ses dimensions et sa forme actuelles en 1662 lors de la disparition des fortifications de la ville. En 1848, la plaine devient la propriété de la commune de Plainpalais et, en 1896, est le site de l’Exposition nationale. À partir de cette époque, la plaine accueille régulièrement les marchés de fruits et légumes de la région.
Le 9 novembre 1932, l'armée déclenche une fusillade à l'encontre de manifestants antifascistes sur l'extrémité sud de la plaine, tuant 13 manifestants. Un monument commémoratif a été dressé à l'endroit de la manifestation.
Formée de plusieurs pelouses et d'une partie asphaltée, l'extrême pointe du losange, coupée par une artère, côté place du Cirque, a été aménagé en un jardin agrémenté d'une fontaine. Plusieurs projets de réaménagement ont été lancés par la ville et le canton de Genève. Dès 1998, une première phase de réfection a permis de tester un nouveau revêtement de sol : le « ghorr du beaujolais » (aussi orthographié « gorrh » ou « gorre »). La partie centrale et les extrémités sont transformées et terminées en 2015, quand commence la refonte des allées latérales,,.

## Utilisation
La plaine offre un emplacement réservé au jeu de pétanque, une rampe pour patins à roulettes et skate-board ainsi qu'un grand espace avec des jeux pour enfants et deux buvettes urbaines avec une grande terrasse. Le centre de la place est fréquemment utilisé pour différentes manifestations annuelles, telles que le cirque Knie, les fêtes foraines, ou des événements de grande importance comme lors de l'Euro 2008 de football, lors duquel la place accueillait la Fanzone. Le pourtour de la place, quant à lui, accueille un marché aux primeurs tous les mardis, vendredis et dimanches ainsi qu'un marché aux puces les mercredis et samedis.
La plaine de Plainpalais est le point de départ de la grève des femmes du 14 juin.

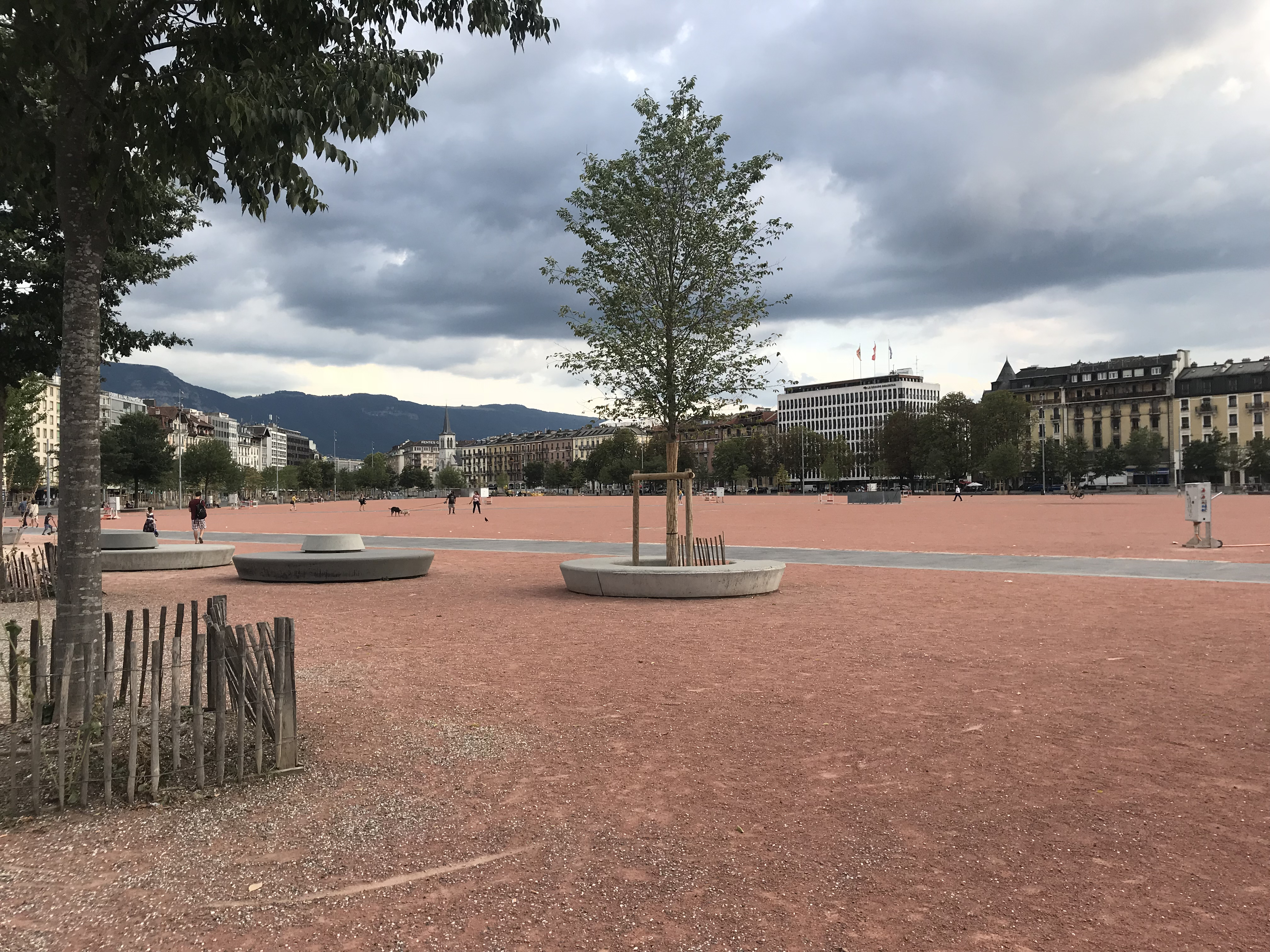
Revêtement en « ghorr »
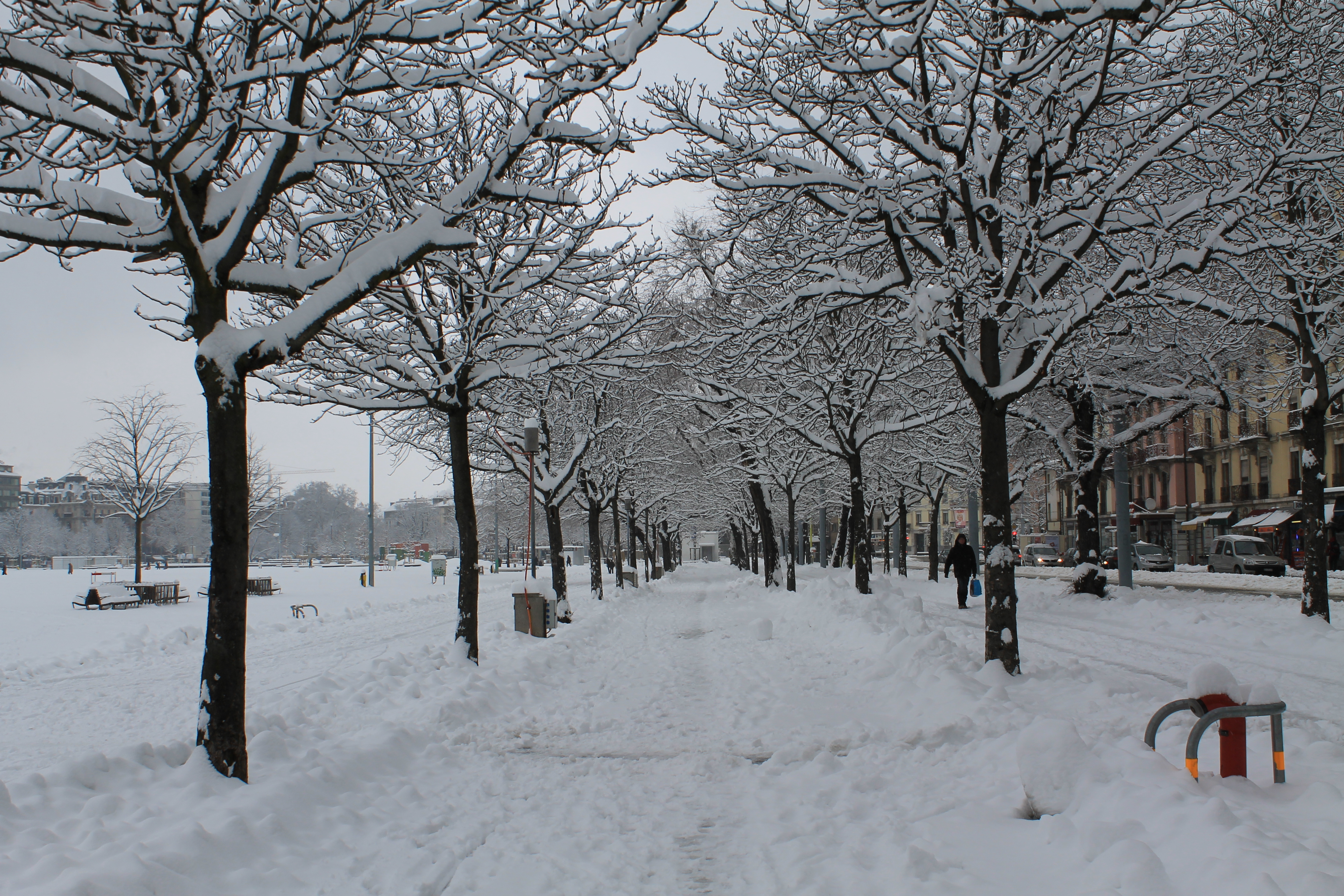
Allée
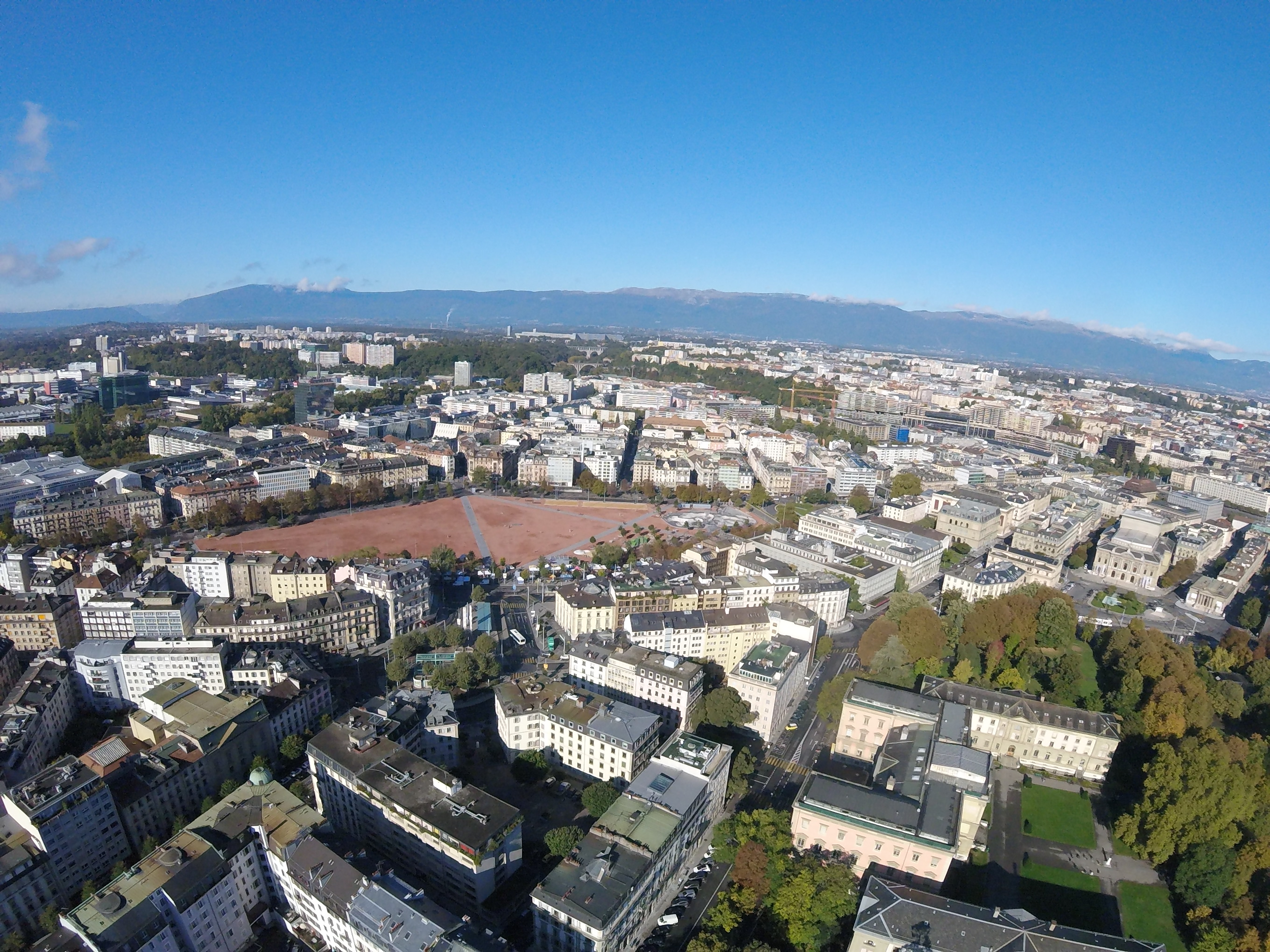
Vue aérienne
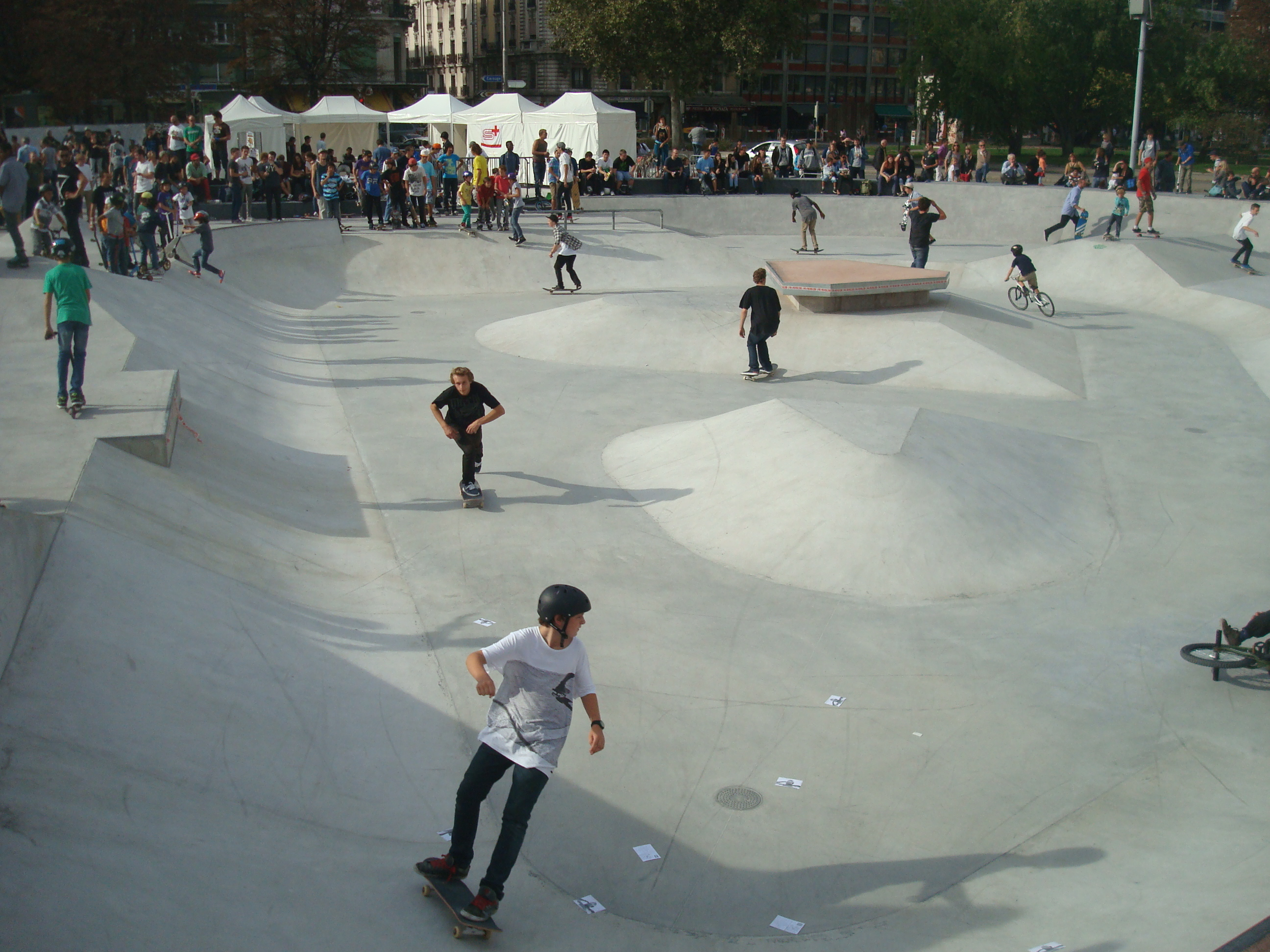
Skatepark
Marché
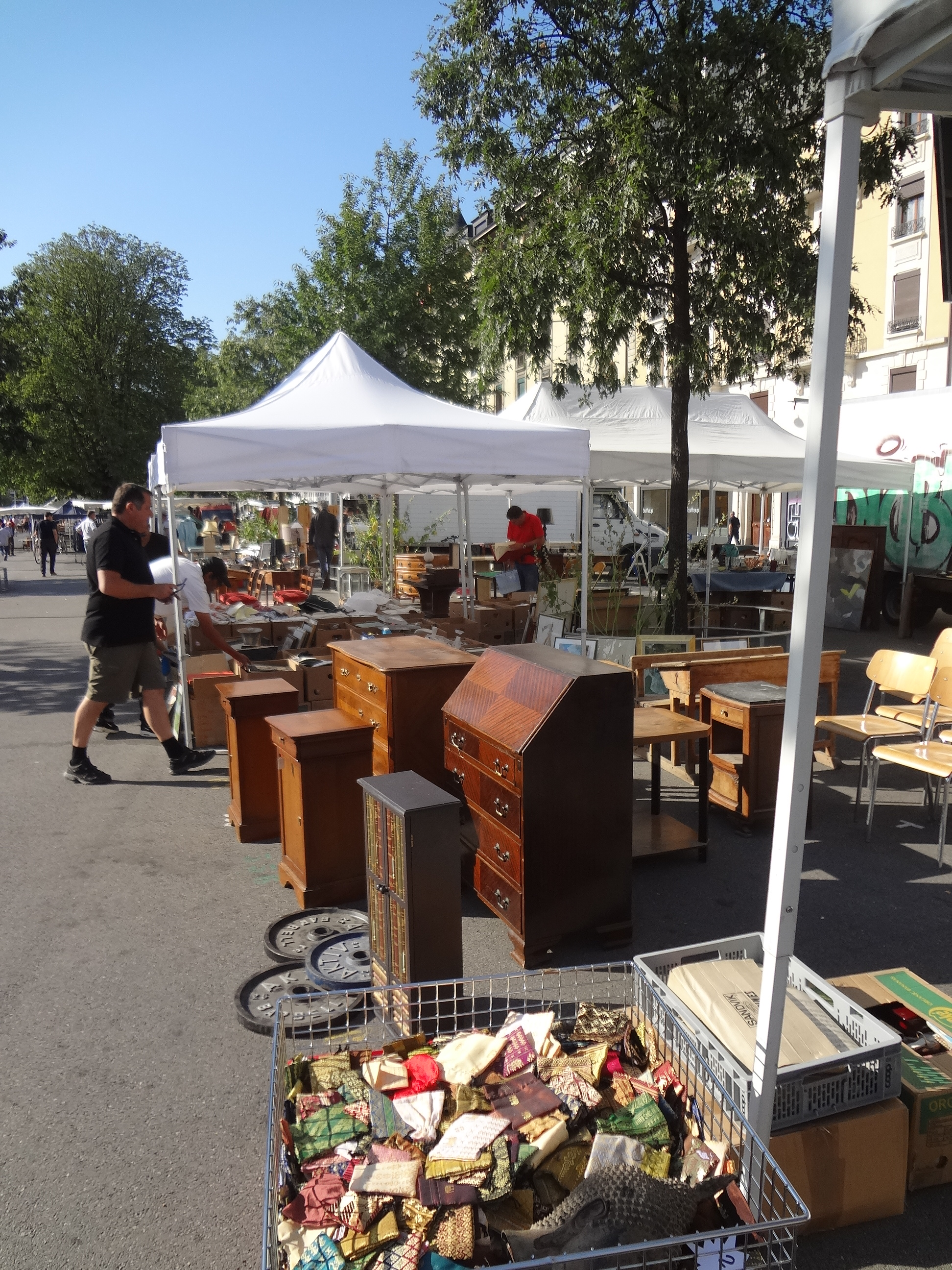
Marché aux puces
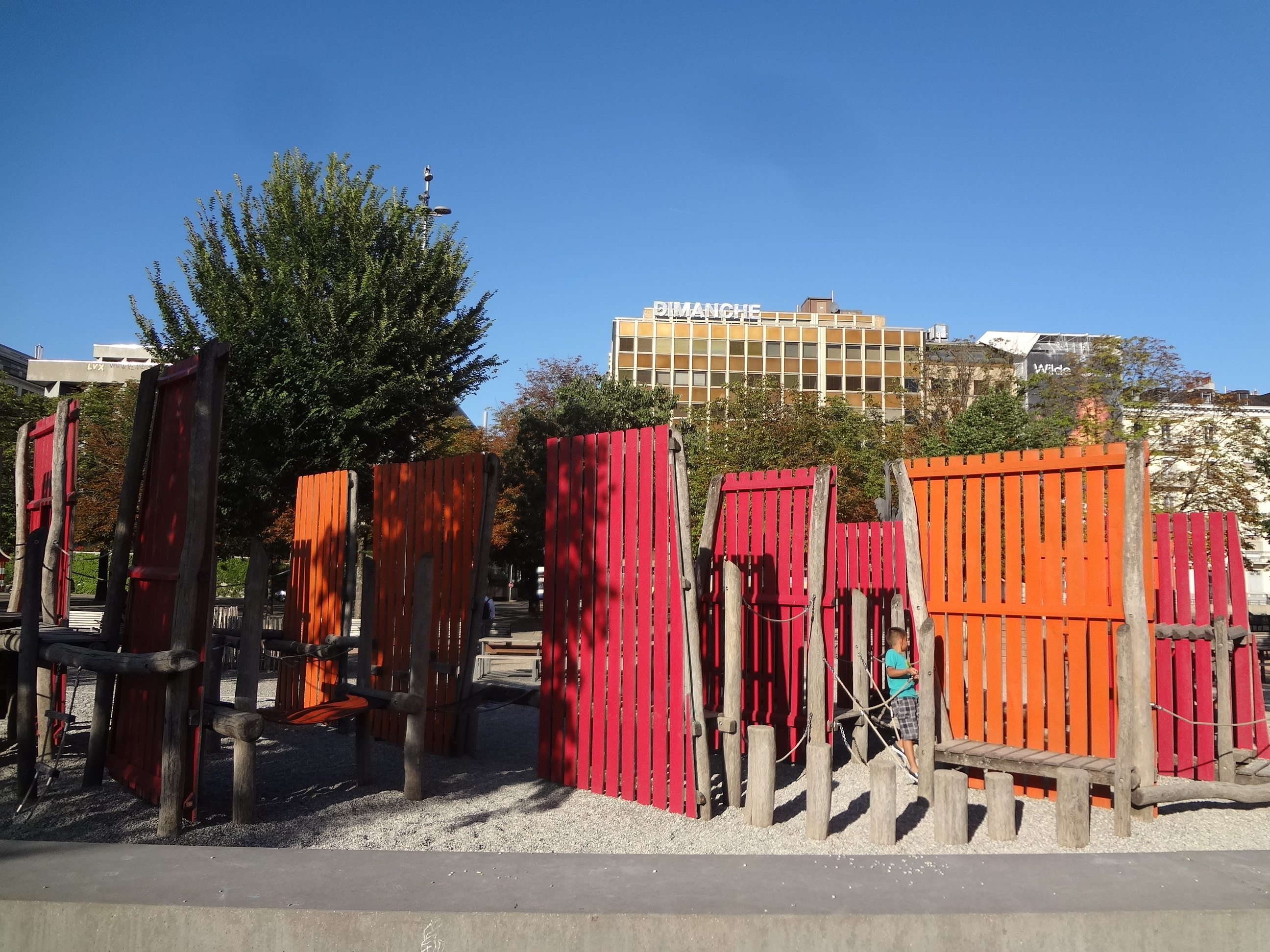
Place de jeux
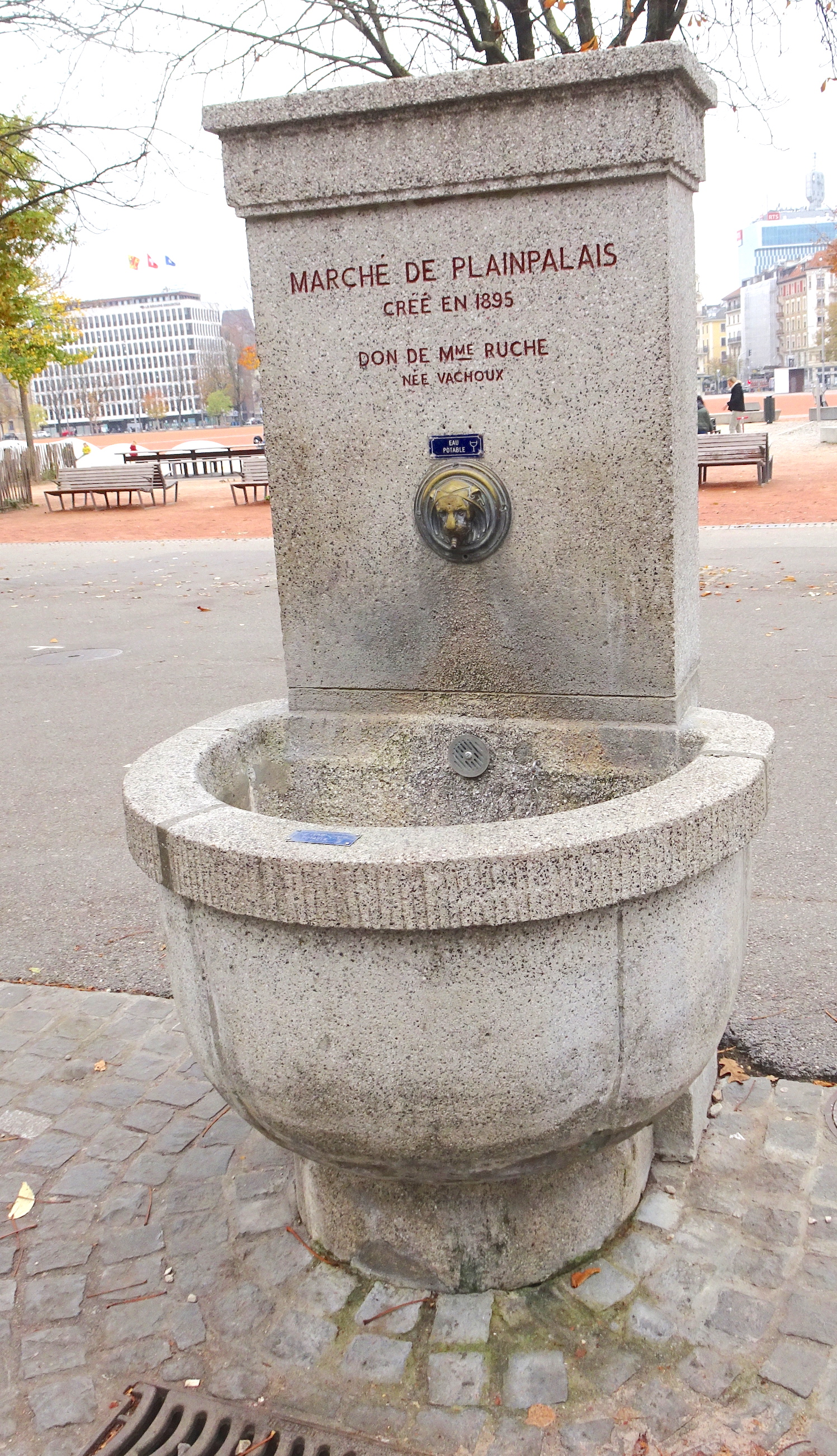
Fontaine du marché
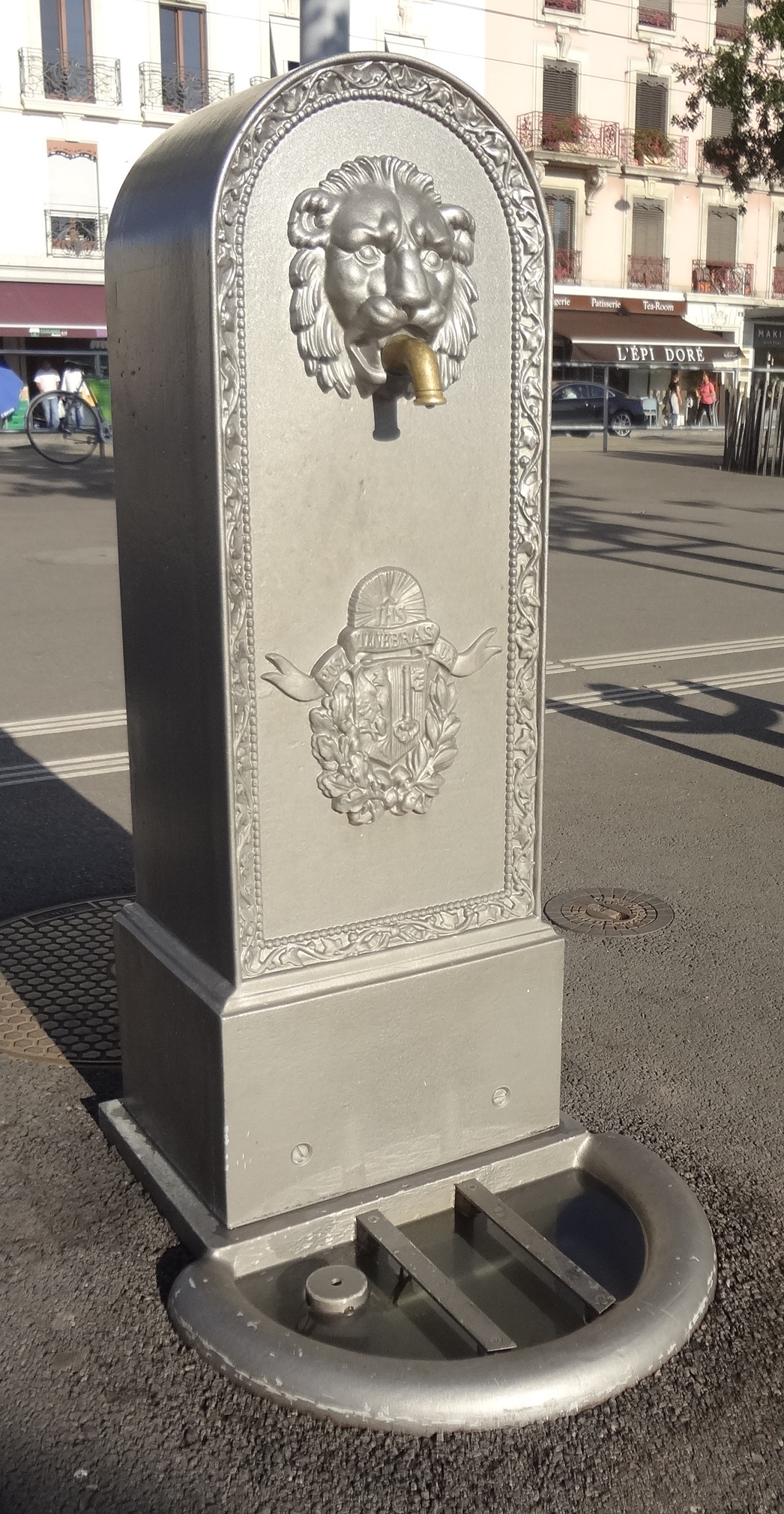
Borne fontaine
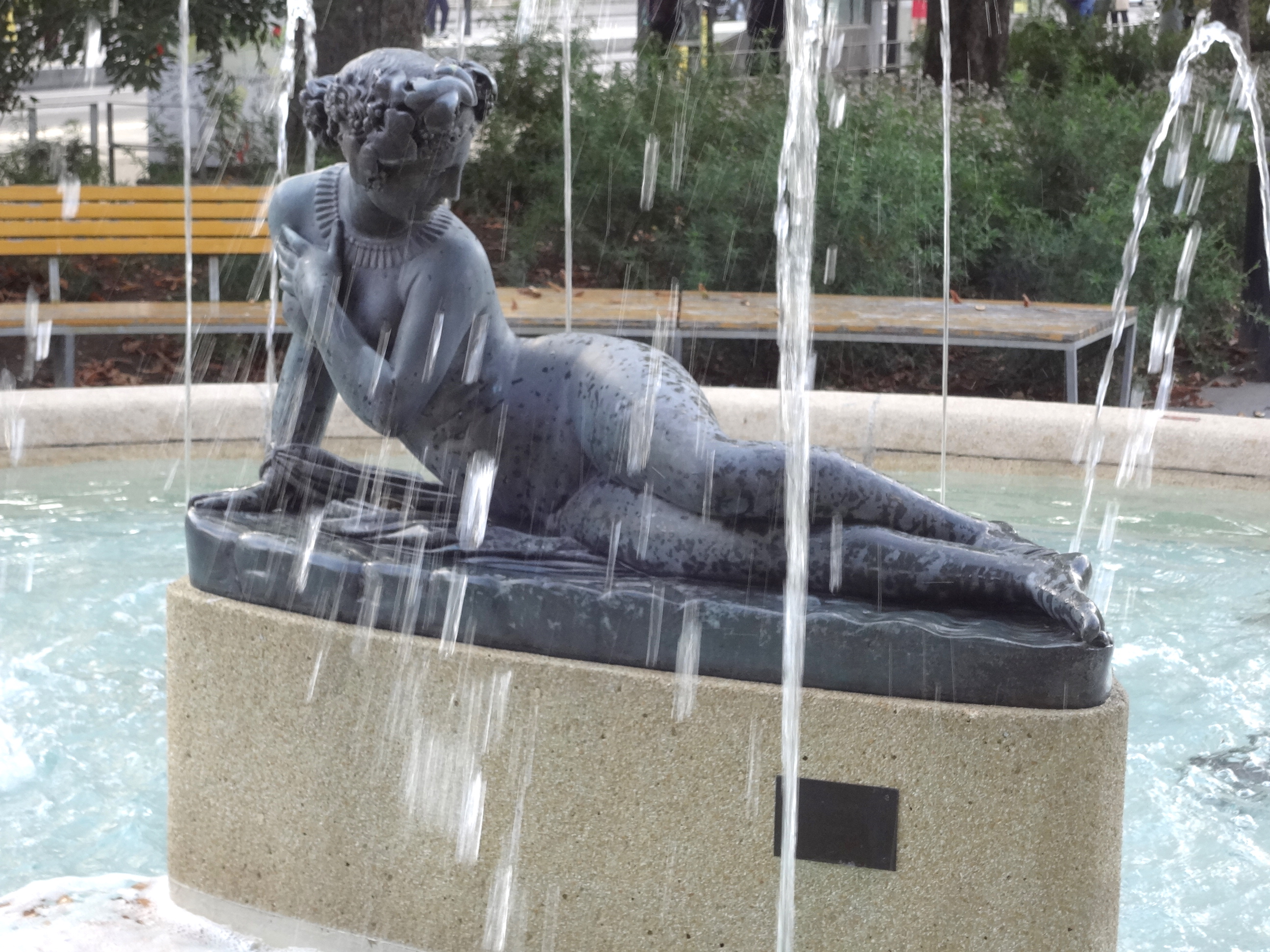
Fontaine place du Cirque
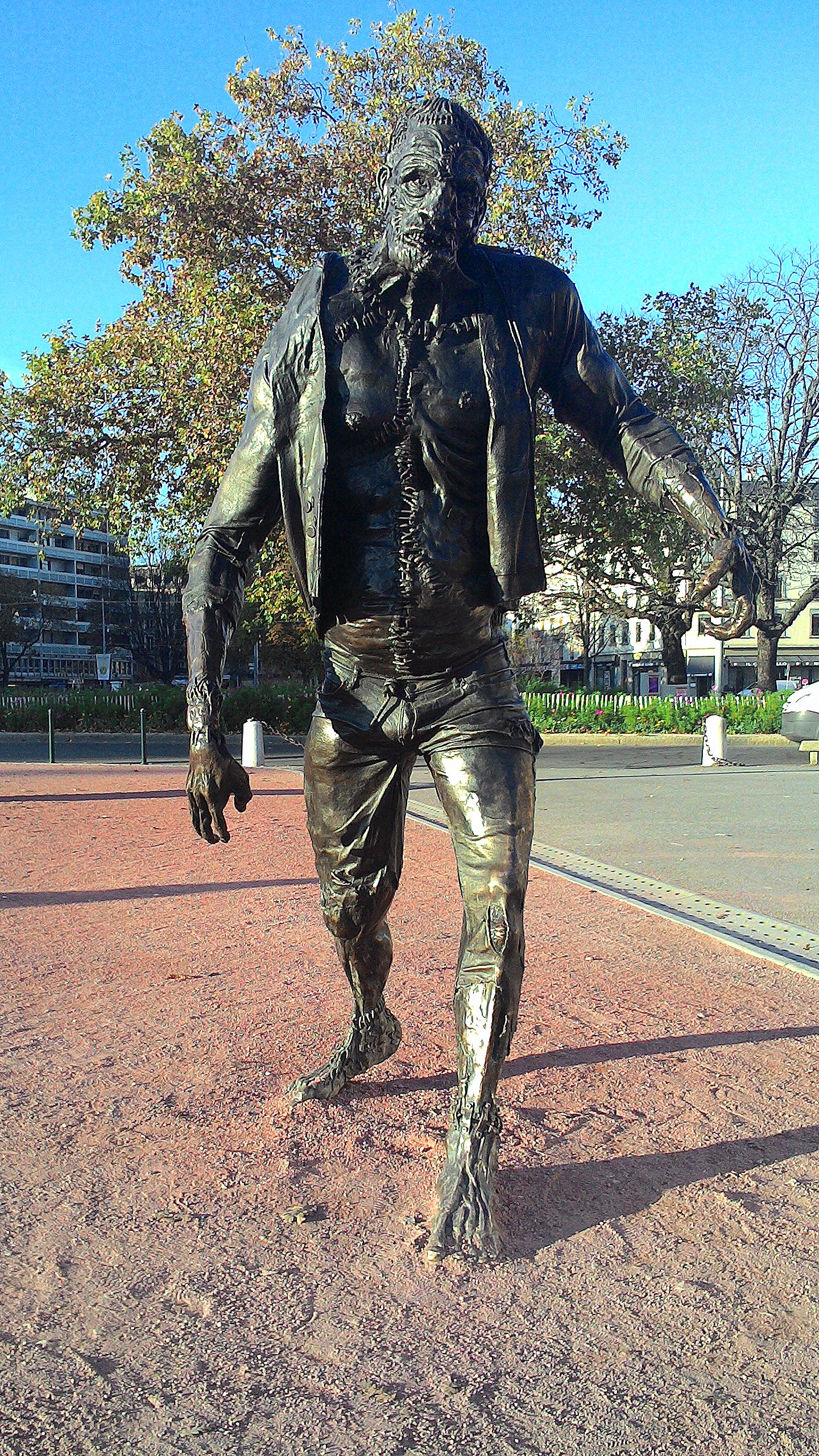
Frankie (KLAT)
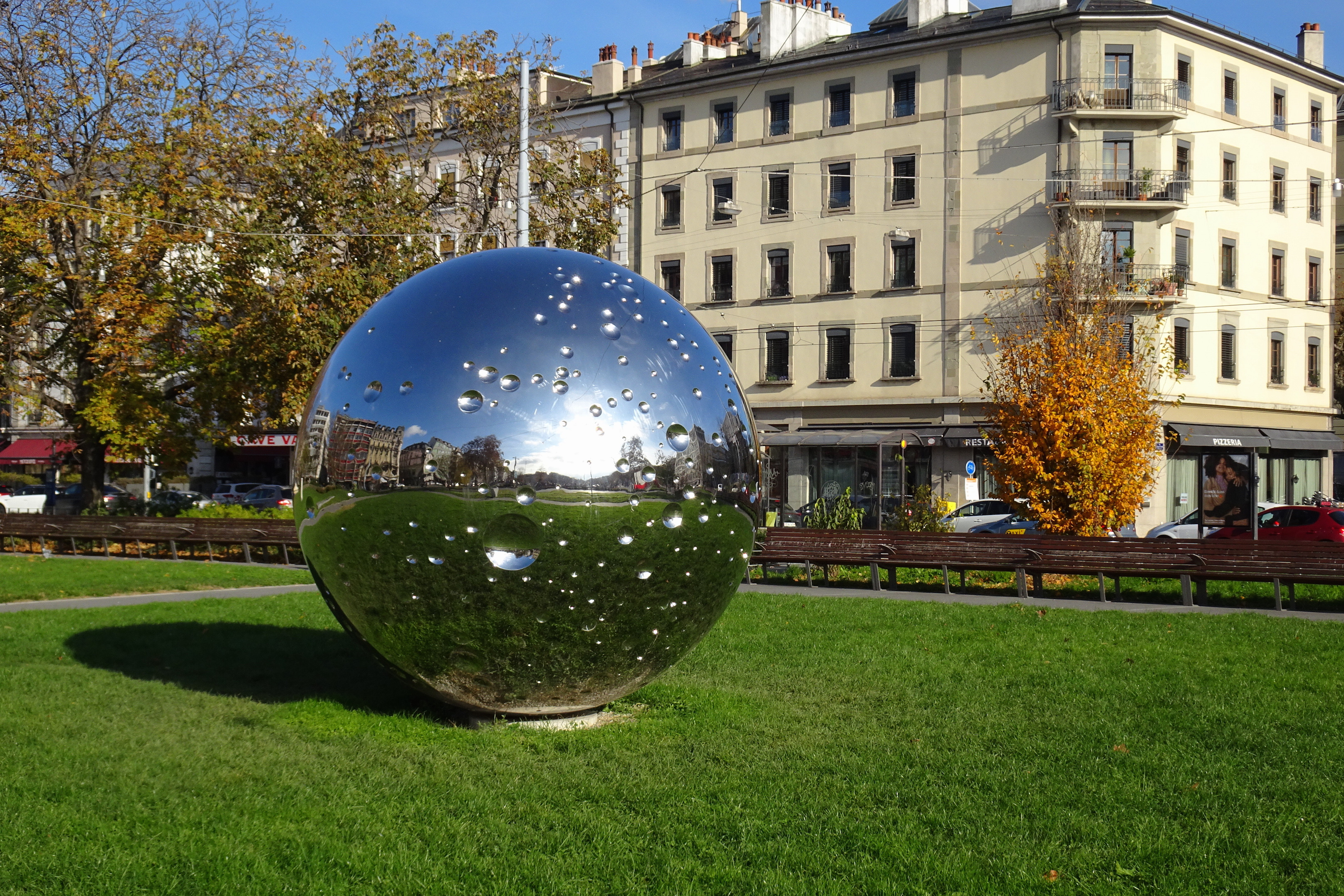
Moon (Not Vital)
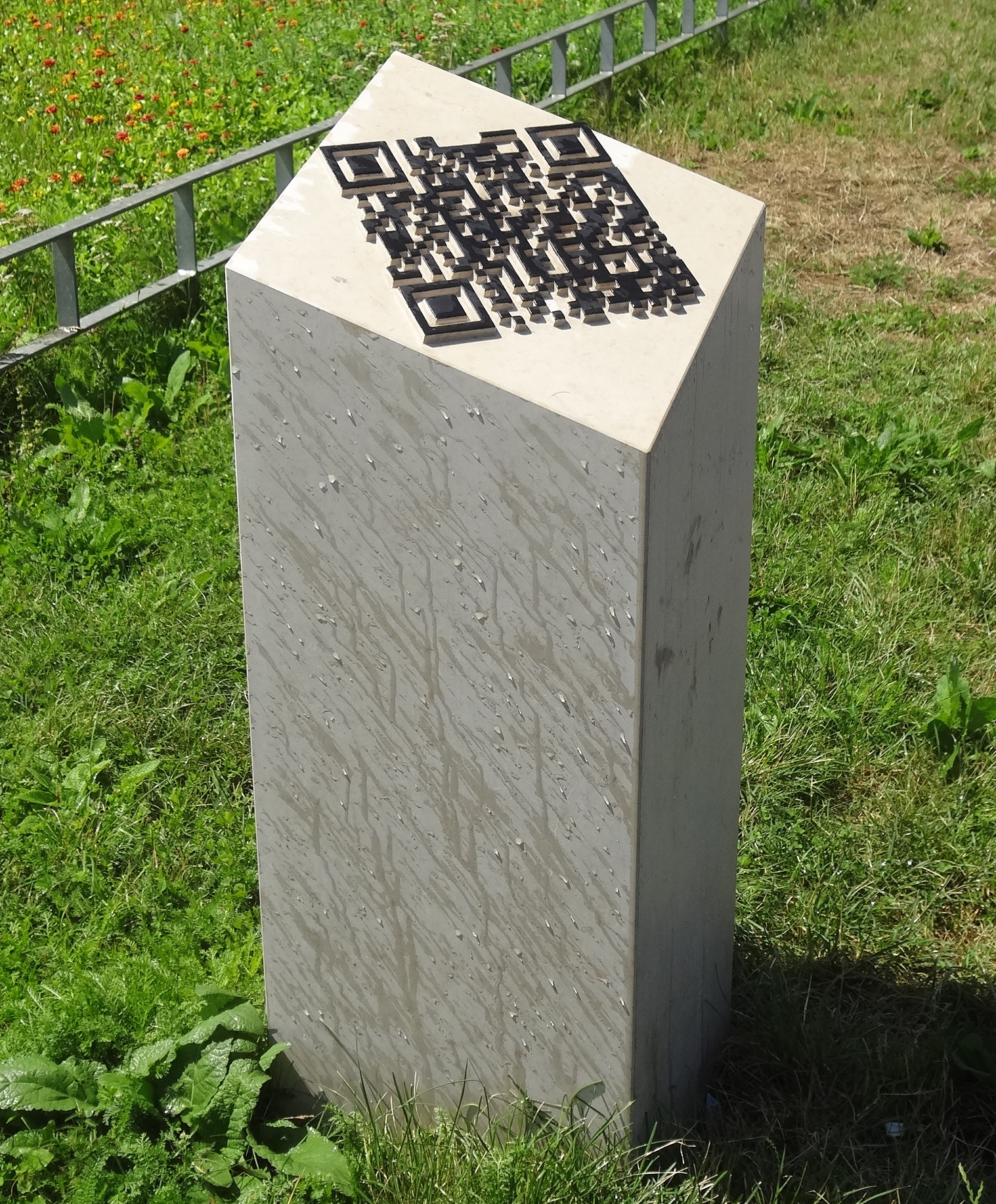
Monument N. Lemaître
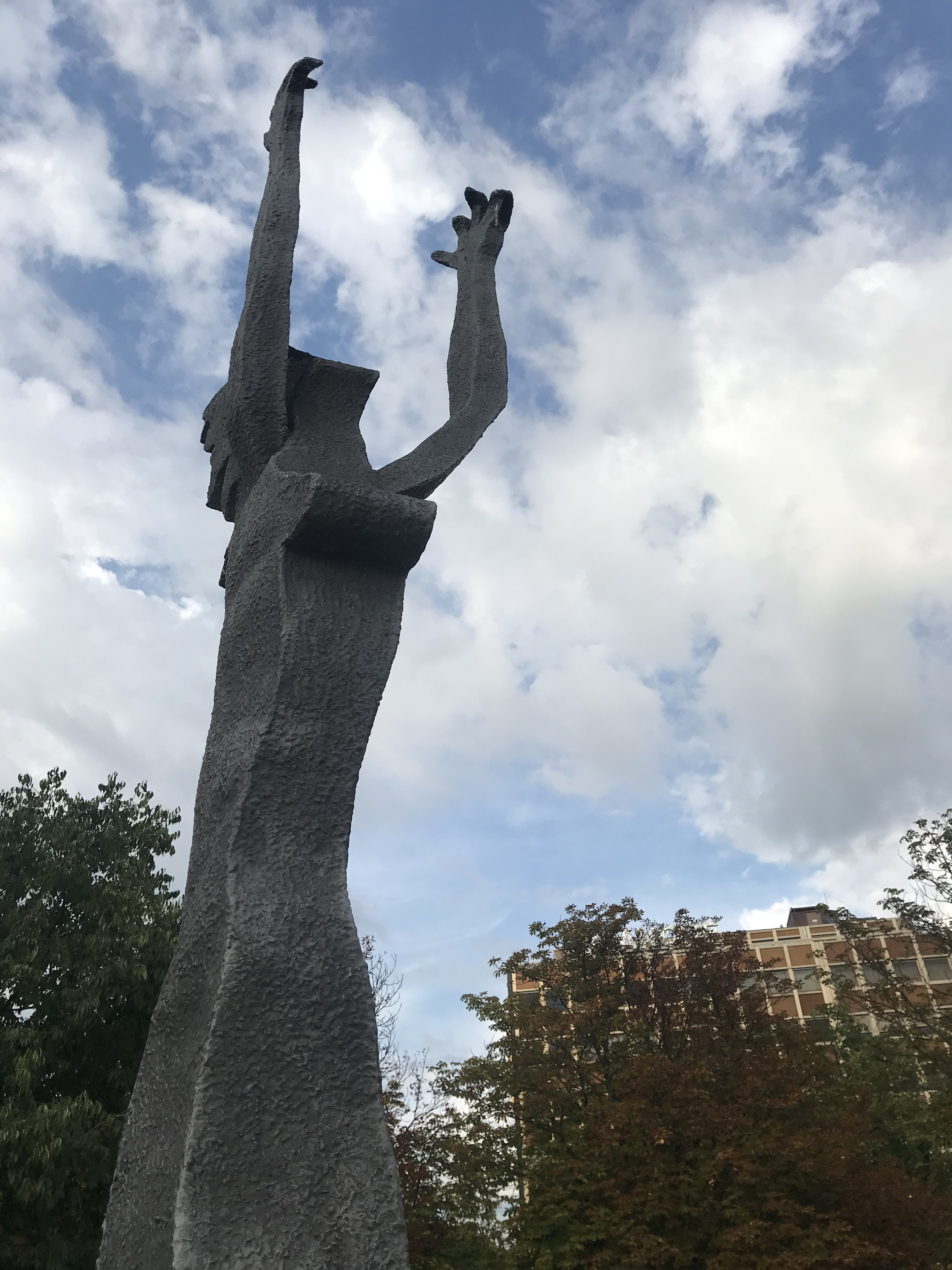
Liberté (Ghezzi)
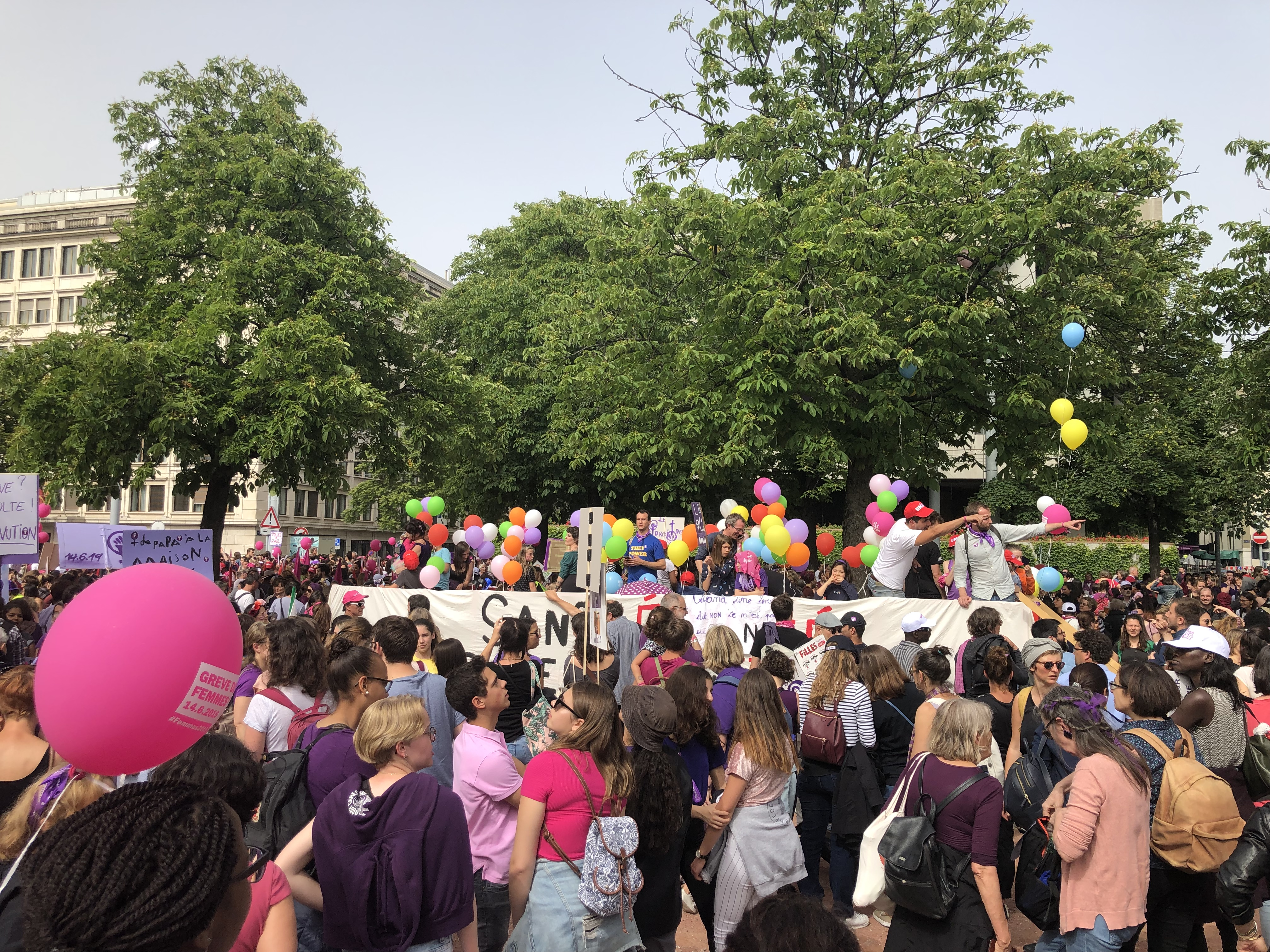
Grève des femmes du 14 juin 2019

## Une expérience d'artin situ

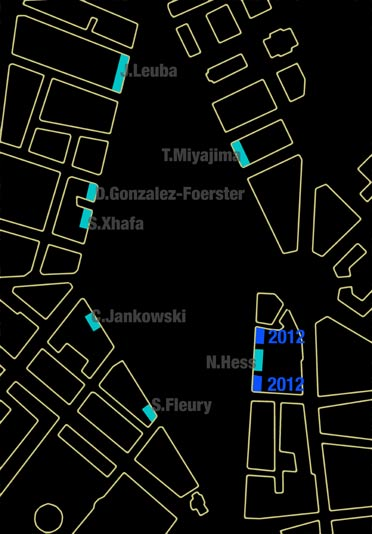
Localisation des œuvres sur les toits. Plan par Simon Lamunière.

La plaine est depuis 2005 au cœur d'un projet d'art public et contemporain in situ : nommé Neon Parallax, unique à ce jour, porté par deux institutions genevoises (le Fonds municipal d'art contemporain (FMAC) et le Fonds cantonal d'art contemporain (FCAC). Le projet s'inspire de la rade de Genève, que la plaine rappelle par sa découpe en losange. La plaine est un lieu populaire qui contraste avec la rade, lieu emblématique de la ville et illuminé par des enseignes multicolores se reflétant dans le lac la nuit.
L'idée du projet est que des artistes tant suisses qu'internationaux créent des messages artistiques lumineux en miroir aux néons commerciaux qui bordent la rade. Les œuvres sont installées sur les toits d'immeubles gracieusement mis à disposition pour dix ans par les propriétaires. Le FCAC et le FMAC ont alloué chacun la moitié du budget total de 950 000 francs, comprenant les frais des concours, des artistes et de l'architecte, la production de huit œuvres et leur promotion. Le banquier Pierre Darier a financé directement une enseigne, pour le toit de la banque Lombard Odier & Cie.
Artistes dont les projets ont été choisis en 2006-2007 : Sylvie Fleury (Genève) et Jérôme Leuba (Genève) ; en 2007-2008 : Christian Jankowski (de) (Allemagne), Dominique Gonzalez-Foerster (France) ; en 2008-2009 : Sislej Xhafa (en) (Kosovo) et Nic Hess (Zurich). En avril 2011, trois nouveaux projets sont choisis, œuvres de Ann Veronica Janssens (qui a gagné le concours sur invitation), Pierre Bismuth (lauréat d'un concours ouvert auquel a participé plus de 180 artistes) et Christian Robert-Tissot (sur commande de Pierre Darier, banquier privé de la banque Lombard Odier Darier Hentsch & Cie, pour le toit de l'immeuble de la banque qui donne sur la place). Trois dernières œuvres sont installées en 2012 : « L'ODRRE N'A PAS D'IPMROTNCAE » d’Ann Veronica Janssens (9 avenue Henri-Dunant), « Coming Soon! » de Pierre Bismuth (4 avenue Henri-Dunant) et « DIMANCHE » de Christian Robert-Tissot (37 boulevard Georges-Favon).
Préexistant au projet Neons Parallax et aussi en limite de la plaine de Plainpalais, le bâtiment de l'Uni Dufour a été décrété « Forteresse des droits humains » par Tatsuo Miyajima, également invité par le Fonds municipal d'art contemporain (FMAC) pour créer une œuvre sur sa façade en 1997. L'artiste a installé des diodes rouges et vertes affichant des nombres changeant sur un rythme fixé par 222 citoyens genevois et personnes liées à l'université, choisis au hasard. Ce bâtiment possède une structure en béton assez brutaliste, inspirée par Le Corbusier et tranchant avec son environnement.

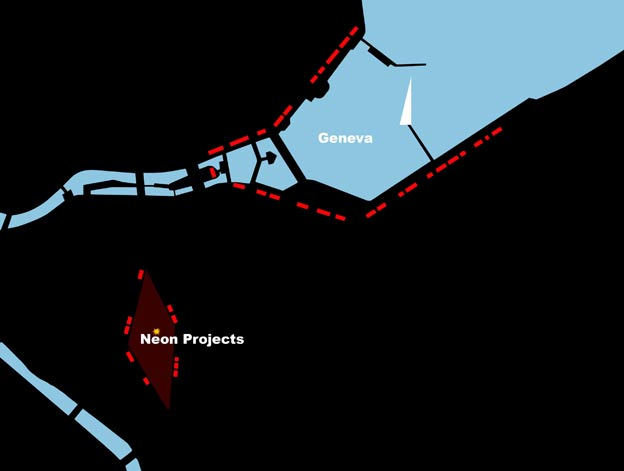
Plan du projet « Neons »
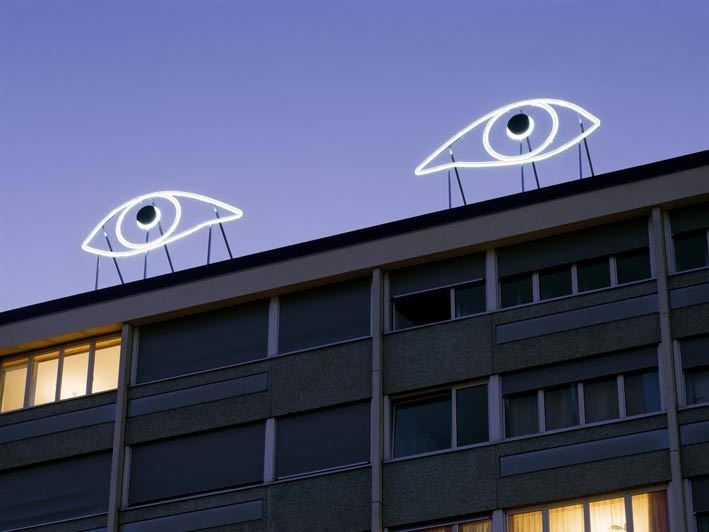
Axis of Silence de Silsej Xhafa
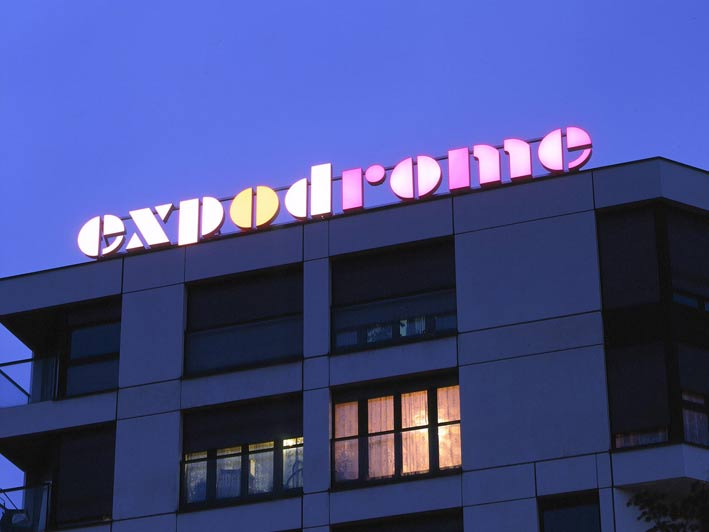
Expodrome de Dominique Gonzalez-Foerster
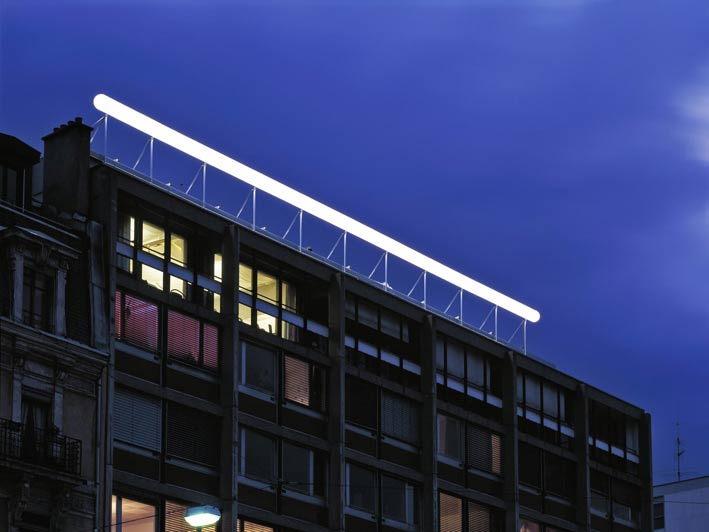
Breath de Jérôme Leuba